# Maria Gràcia Bassa i Rocas
Pour les articles homonymes, voir Bassa et Rocas.
Maria Gràcia Bassa i Rocas, née en 1883 à Llofriu (Palafrugell) dans la comarque du Baix Empordà (Province de Gérone), et morte en 1961 à Buenos Aires, en Argentine, est une poétesse et journaliste féministe espagnole.

## Biographie
Originaire de Llofriu, dans la commune de Palafrugell, elle se marie en 1907 avec Joan Llorens i Carreras, à Pineda de Mar.
Elle collabore à La Chronique de Palafrugell et à Feminal, la revue féministe éditée à Barcelone. Elle participe également aux Jeux Floraux.
Maria Gràcia emménage en Argentine et continue à s'intéresser et à défendre la culture et la langue catalanes, tout en militant pour les droits les femmes.
Elle poursuit la résistance anti-franquiste durant la première décennie de la dictature de Franco, avant de décéder en 1961, en exil, à Buenos Aires.

## Postérité
Le 27 février 2008, la Mairie de Palafrugell lui dédie une rue du quartier de Llofriu en son honneur.

## Œuvres
- Esplais de llunyania (1919)
- Branca florida (1933)
- Els camins de la pampa argentina (1941)[8]